# Colleyville
Colleyville ist eine Stadt im Tarrant County im US-Bundesstaat Texas in den Vereinigten Staaten. Das U.S. Census Bureau hat bei der Volkszählung 2020 eine Einwohnerzahl von 26.057 ermittelt.

## Geographie
Die Stadt ist ein Vorort von Fort Worth und liegt im Nordosten des Countys, ist im Norden etwa 80 Kilometer von Oklahoma entfernt und hat eine Gesamtfläche von 33,9 km²..

## Geschichte
Die Besiedlung der Gegend begann um 1850. Benannt wurde die Stadt nach Hilburn Howard Colley, einem Arzt aus Missouri, der 1880 nach Texas zog, sich hier niederließ und 40 Jahre praktizierte. 1936 wurden erstmals 25 Einwohner gemeldet und 1958 war die Einwohnerzahl auf 100 angestiegen. Durch die Nähe zu Fort Worth und bessere Verkehrsanbindung wurde der Ort zu einem beliebten Wohnort und 1964 lebten hier bereits 1491 Menschen.

## Demografische Daten
Nach der Volkszählung im Jahr 2000 lebten hier 19.636 Menschen in 6.406 Haushalten und 5.823 Familien. Die Bevölkerungsdichte betrug 579,2 Einwohner pro km². Ethnisch betrachtet setzte sich die Bevölkerung zusammen aus 93,14 % weißer Bevölkerung, 1,31 % Afroamerikanern, 0,39 % amerikanischen Ureinwohnern, 3,15 % Asiaten, 0,03 % Bewohnern aus dem pazifischen Inselraum und 0,59 % aus anderen ethnischen Gruppen. Etwa 1,40 % waren gemischter Abstammung und 3,23 % der Bevölkerung waren spanischer oder lateinamerikanischer Abstammung.
Von den 6.406 Haushalten hatten 49,8 % Kinder unter 18 Jahre, die im Haushalt lebten. 85,4 % davon waren verheiratete, zusammenlebende Paare. 4,1 % waren allein erziehende Mütter und 9,1 % waren keine Familien. 7,7 % aller Haushalte waren Singlehaushalte und in 1,9 % lebten Menschen, die 65 Jahre oder älter waren. Die Durchschnittshaushaltsgröße betrug 3,06 und die durchschnittliche Größe einer Familie belief sich auf 3,24 Personen.
31,6 % der Bevölkerung waren unter 18 Jahre alt, 4,4 % von 18 bis 24, 26,1 % von 25 bis 44, 32,2 % von 45 bis 64, und 5,6 % die 65 Jahre oder älter waren. Das Durchschnittsalter war 40 Jahre. Auf 100 weibliche Personen aller Altersgruppen kamen 98,4 männliche Personen. Auf 100 Frauen im Alter von 18 Jahren und darüber kamen 96,7 Männer.

Das jährliche Durchschnittseinkommen eines Haushalts betrug 117.419 USD, das Durchschnittseinkommen einer Familie 121.499 USD. Männer hatten ein Durchschnittseinkommen von 90.834 USD gegenüber den Frauen mit 42.455 USD. Das Prokopfeinkommen betrug 50.418 USD. 1,4 % der Bevölkerung und 1,2 % der Familien lebten unterhalb der Armutsgrenze. Davon waren 1,5 % Kinder und Jugendliche unter 18 Jahren und 1,7 % waren 65 oder älter.

## Wissenswertes
Am 15. Januar 2022, einem Schabbat, kam es zu einer Geiselnahme in der Beth Israel Synagogue, die nach 11 Stunden am selben Abend beendet wurde. Der Täter wurde getötet, andere Personen wurden nicht verwundet.